# 프레드리카 루네베리
프레드리카 샬로타 루네베리(스웨덴어: Fredrika Charlotta Runeberg, 본명: 프레드리카 텡스트룀(Fredrika Tengström), 1807년 9월 2일 - 1879년 5월 27일)는 스웨덴과 핀란드의 작가, 시인이다. 작가 겸 낭만주의 시인 요한 루드비그 루네베리의 아내이기도 하다.

## 같이 보기
- 루네베리 토르테